# SN 2004fb
SN 2004fb – supernowa typu II odkryta 7 października 2004 roku w galaktyce E340-G07. W momencie odkrycia miała maksymalną jasność 18,30m.